# Al-Ahli Sana
Al-Ahli Club Sana (arab. النادي الأهلي صنعاء) – jemeński klub piłkarski, grający obecnie w Jemeńskiej lidze, mający siedzibę w mieście Sana, stolicy kraju. Został założony w 1952 roku. Jeden z najbardziej utytułowany klub Jemenu.

## Sukcesy
- Jemeńska liga: 10

1981, 1983, 1984, 1988, 1992, 1994, 1999, 2000, 2001, 2007
- Puchar Jemenu: 3

2001, 2004, 2009
- Superpuchar Jemenu: 3

2007, 2008, 2009
- Puchar Jedności Jemenu: 1

2004
- Puchar Esteghlal: 1

2006